# Jani Dueñas
Alejandra Selma Dueñas Santander (Santiago de Chile, 11 de enero de 1975), más conocida como Jani Dueñas, es una actriz y comediante chilena. Es mayormente conocida por su participación en la serie infantil 31 minutos como Patana Tufillo Triviño, por ser parte del programa El club de la comedia de Chilevisión y además de ser la voz en off del programa La divina comida.

## Biografía
Es hija de Abraham Dueñas Strugo, hermana del abogado David Dueñas, y prima de Roberto Dueñas. Cursó su educación primaria y secundaria en el Liceo Manuel de Salas.

En 2003, y por exigencias de Televisión Nacional de Chile que exigían un personaje femenino, se integró al equipo de la serie infantil 31 minutos, siendo titiritera y la voz del personaje de Patana Tufillo. Dueñas era una conocida de Rodrigo Salinas del colectivo artístico La nueva gráfica chilena. Repetiría roles en todas las temporadas de la serie, la película (estrenada en 2008) y eventos en vivo.

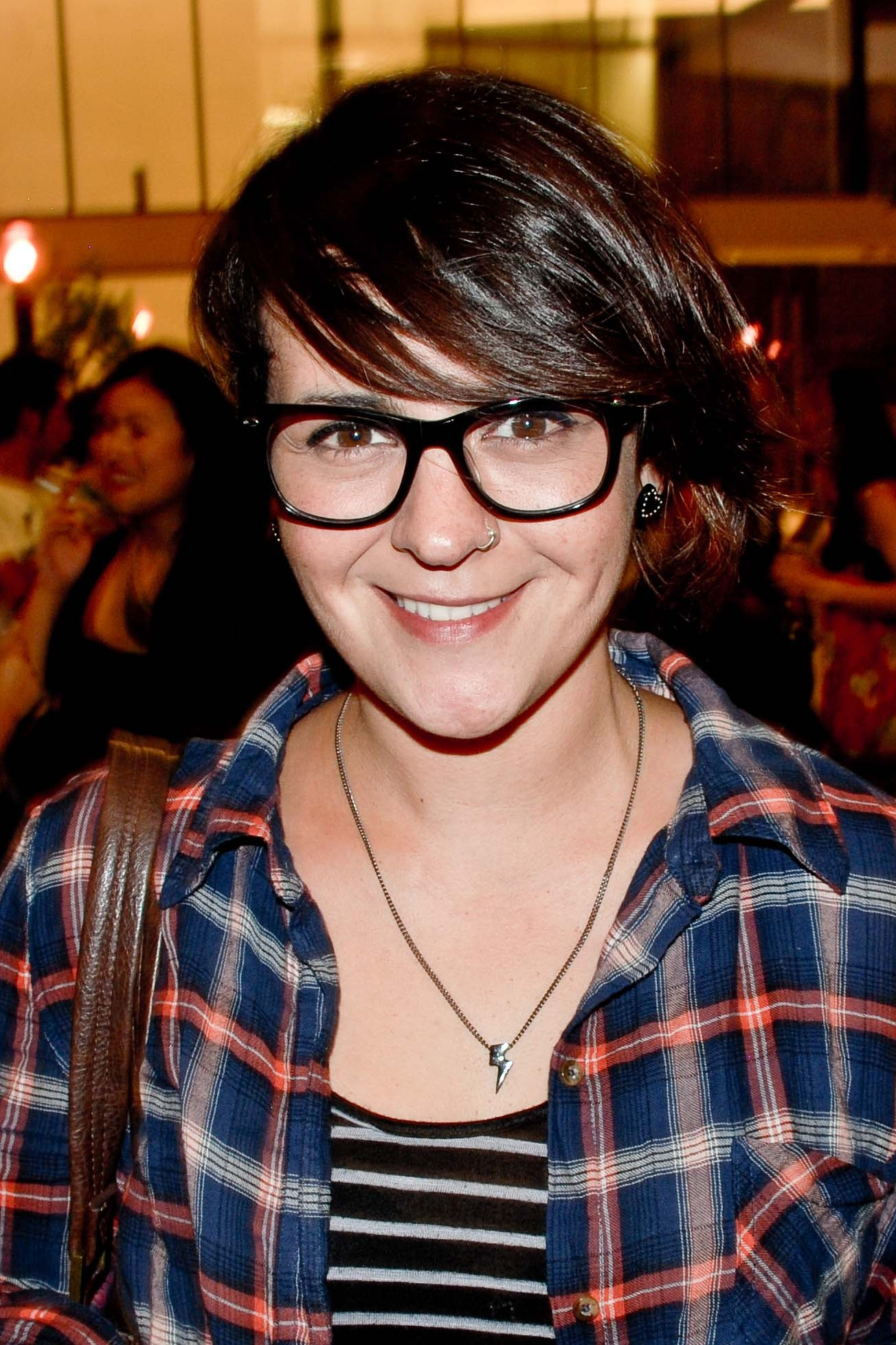
Alejandra Dueñas en 2011.

Ha incursionado en radio, en los programas Es lo que hay en la radio ADN entre 2008 y 2012, y Dueñas de nada de la radio en línea Molécula.cl durante 2015. 
En 2014, el canal de televisión Comedy Central Latinoamérica transmitió el programa Comedy Central Presenta: Stand-up en Chile, conducido por Nicolás Larraín y donde se mostraban las rutinas de 14 comediantes chilenos, entre ellos Jani Dueñas.
Durante 2016 fue panelista del programa Campo minado del canal de televisión Vía X. Desde aquel año y hasta la actualidad, se desempeña como la voz en off del programa La divina comida de Chilevisión.
Además de su faceta en medios, realiza presentaciones de stand up comedy, como el espectáculo llamado Hardcore, donde compartió con José Miguel Villouta, Natalia Valdebenito y Paloma Salas. El 2016 presenta su show unipersonal de stand up "Ya no somos los mismos" presentándose en el histórico Teatro Ictus.
Entre 2017 y 2018 condujo Dueñas de Salas con Paloma Salas en Big Radio, una radio en línea.
En 2017 grabó un espectáculo de stand up llamado "Grandes fracasos de ayer y hoy", que fue estrenado en Netflix a mediados de 2018. La rutina fue seleccionada por la revista Time como una de los 10 mejores especiales de stand up comedy del año.
El 26 de febrero de 2019 se presentó en el LX Festival Internacional de la Canción de Viña del Mar, la misma noche en la que actuaron los cantantes Marc Anthony y David Bisbal (ya se había presentado en conjunto en 2013 cuando la banda de 31 minutos se presentó en el festival de ese año). Su rutina humorística no fue bien recibida, siendo abucheada largamente por el público, por lo que debió finalizar de manera anticipada su presentación.
En 2022, lanzó junto a Cristóbal Carvajal y Nicolás Alvarado el proyecto musical Sombra. 

## Filmografía

### Radio
- Es lo que hay (2008-2012), Radio ADN
- Más allá del fútbol (2013), FM Tiempo
- Dueñas de nada (2015), Molécula.cl
- El nuevo taco (2015), Radio Universo
- Dueñas de Salas (2017-2018), Big Radio
- A Esta Hora de Mierd4 (2020-2021), Holística Radio

### Libro
- Gatos gordos, Piscolas y otras voces que me persiguen (2012) Editorial Planeta

### Doblaje
- 31 minutos (2003-2005, 2014-), voz: Patana y otros.
- 31 minutos, la película (2008), voz: Patana Tufillo, Estrella de Lana y Comentarista de televisión.
- Micos y Pericos (2009), voz: Pizote Sisters y Anciana Iguana.
- Las vacaciones de Tulio, Patana y el pequeño Tim (2009), Voz: Patana Tufillo, Pizote Sisters y Anciana Iguana.

### Actriz
- Xfea2 (2004) como Bárbara Céspedes
- Mitú (2005) como Úrsula
- EsCool (2005) como Susana
- Ana y los 7 (2008) como Lidia
- Infieles (2010) como señora Santa

### Dirección de casting
- Mitú (2006)
- 31 minutos

### Programas de televisión
- Conspiración Copano (voz en off)
- Sociedad de Comediantes Anónimos (Vía X, 2005-2006) participante.
- Mujeres primero  (La Red, 2010-2011), voz en off.
- El club de la comedia (Chilevisión, 2011-2012), panelista.
- Campo minado (Vía X, 2016) panelista[9]
- La divina comida (Chilevisión, 2016-presente) voz en off.
- Por la razón y la ciencia (Chilevisión/CNN Chile, 2018-2019), conductora[10]